# Волынское предместье
Волынское предместье, или Замухавечье  ( Замухавецкое предместье ) — южная часть средневекового Бреста. От центральной части города он был отделён на севере рекой Мухавец, на западе рекой Западный Буг. Он образовался по дороге на Волынь в XII—XVIII вв. Территория предместья теперь располагается в пределах земляных валов и бастионов Волынского укрепления Брестской крепости (около 24 га).
В 1993 году исследовал В. Е. Соболь. Культурные слои имеют мощность 0,5—3,6 м. Материк — ил или светло-серый песок. Наиболее мощные пласты мощностью 2—3,6 м сосредоточены вокруг комплекса бывших монастырей бернардинцев и бернардинок к северу от них ближе к Мухавце. Стратиграфию культурного слоя нарушили постройки XIX века. Обнаружены фрагменты фундаментов домов и остатки кирпичной кладки.
На плане Бреста 1824 г. указана планировка и застройка предместья. Её доминантой являлись торговая площадь на берегу Мухавца и монастыри бернардинцев. Пригород соединялся с центром города Бернардинским мостом, за которым находились Замухавецкие ворота. По периметру площадь была застроена каменными и деревянными постройками. От него ответвились 2 улицы в южном направлении — Волынский почтовый тракт и Монастырская. К востоку от урочища идет небольшой переулок, а к юго-западу — безымянная улица, от которой ответвляются 3 переулка (один из них соединял её с улицей Монастырской). Все переулки были застроены деревянными постройками. Между улицами и переулками располагались городские скверы и сады.
Вокруг площади и монастырей на территории 4—4,5 га сохранились наслоения XII—XX вв. Слой толщиной 10—20 см с древней керамикой, сланцевыми плитками, ювелирным пинцетом, цилиндрическим железным замком. В этой части предместья к юго-востоку от Детинца в XII—XIII вв. здесь находился один из постов древнего Бреста. В слоях XIV-XVI вв. мощностью 0,4—1 м найдены глиняная посуда, арбалетный болт, куски гончарной черепицы XV—XVI вв. с круглыми и квадратными ртами. Слой характеризуется отсутствием кирпичного щебня, который образуется при каменном строительстве. За 30—70 м на север от монастыря бернардинок зафиксирован отдельные бревна и истлевшим дерева. Вероятно, это остатки деревянных бернардинских монастырей XVI — начала XVII веков.
Слои XVII — XIX вв. толщина 0,5—1,7 м насыщен фрагментами кирпича, кусками известкового раствора и штукатурки, камнем и распространен почти по всей территории предместья. В этот период велось строительство костел бернардинцев, монастырь и Брестская крепость. В слое найдена различная глиняная посуда: фрагменты кухонных горшков, мисок, кувшинов, чашек, тарелок. Среди керамики преобладают копченые и черноглазурные изделия. Гораздо меньше изделий из зелёной и красной глины. Ящичная плитка представлена фрагментами терракотовых и сырообожженных изделий с рельефной и гладкой наружной пластиной. К концу XIX — началу XX век относится к плитке с гладкой поверхностью белой эмали. Найдены также фрагменты стеклянной посуды (бутыли, стопки, кварты), оконных стекол и различных изделий из железа: подковы, дверные петли, гвозди, обувные подковы, ключи от висячих замков и др.
Западная часть предместья, что прилегает к Западного Буга, имеет пониженный рельеф местности. Толщина культурных наслоений 0,6—2,1 м. Слой в верхних слоях сильно перекопан огородами, которые здесь существуют с 1990-х гг. Наличие в слое отложений речного песка мощностью 0,2—0,4 м свидетельствует о разливах Западного Буга и затоплении восточной заболоченной поймы. Подземные воды на глубине 1,6—1,7 м часто стоят выше уровня материка. Коллекция собранных находок свидетельствует, что эта территория предместья активно заселялась в конце XVI — XVII вв.
В южной части пригорода, непосредственно у валов крепости, залегает культурный слой мощностью 0,3-1 м. К северу от валов мощность слоя увеличивается до 1,2—1,8 м. Здесь найдены вещи XVII-XIX вв. Среди них фрагменты задымленный и лощеной керамики, плитки пола, железных шлаков, печной кафеля, стеклянных начинок. Около северо-восточного и восточного волов Волынского укрепления толщина культурного слоя с нарушенной стратиграфией составляет 1,5—2 м. Здесь обнаружены фрагменты полихромных изразцов XVII в., донышко стеклянной кварты, монета XVII в, фрагменты фарфоровых тарелок, кости животных. От времен строительства крепости сохранилась пряжка от солдатского поясного ремня с изображением двуглавого российского орла.
В верхних слоях (0,1—0,3 м) предместья присутствуют следы Великой Отечественной войны в виде стреляных гильз, штыка от винтовки Мосина, осколков мин и снарядов.